# Kalifornia Dolna Południowa
Kalifornia Dolna Południowa (hiszp. Baja California Sur) – stan w północno-zachodnim Meksyku, położony na Półwyspie Kalifornijskim. Graniczy ze stanem Kalifornia Dolna na północy, oblewają go wody Pacyfiku od zachodu i Zatoki Kalifornijskiej od wschodu. Stolicą stanu jest miasto La Paz.

## Podział administracyjny
Stan dzieli się na 5 gmin (hiszp. municipios):
- Comondú – 83 051 mieszkańców
- La Paz – 301 961 mieszkańców
- Loreto – 21 657 mieszkańców
- Los Cabos – 330 312 mieszkańców
- Mulegé – 67 272 mieszkańców

## Historia
W chwili przybycia pierwszych europejskich odkrywców i misjonarzy obszar ten zamieszkany był przez plemiona zbieracko-łowieckie. Pierwszym Hiszpanem na tym terenie był Fortún Ximénez w 1533. Następnie w 1535 dotarła ekspedycja pod wodzą Hernana Cortesa, która jednak nie została na tym terenie długo. Ze względu na geograficzną izolację od reszty Meksyku pierwsze stałe osiedle powstało dopiero w 1697 roku – była to misja jezuicka Misión de Nuestra Señora de Loreto Conchó. Początkowo funkcje stolicy pełniło miasto Loreto, jednak w 1830 roku, w związku ze zniszczeniami w mieście Loreto po silnym sztormie, stolicę przeniesiono do La Paz. Obszar ten uzyskał status dystryktu federalnego w 1887 r., w 1931 r. został terytorium federalnym, a w 1974 r. stał się pełnoprawnym stanem.

## Warunki geograficzne i klimatyczne
Kalifornia Dolna Południowa położona jest w południowej części Półwyspu Kalifornijskiego. W skład stanu wchodzą także liczne wyspy, takie jak: Natividad, Magdalena i Santa Margarita położone na Pacyfiku oraz San Marcos, Coronados, Carmen, Monserrat, Santa Catalina, Santa Cruz, San Diego, San José, San Francisco, Partida, Espíritu Santo i Cerralvo leżące na wodach Zatoki Kalifornijskiej. Kalifornia Dolna Południowa ma bardzo długą linię brzegową, która liczy ok. 2000 km.
Klimat jest łagodny, średnie temperatury w styczniu sięgają od 13 °C (w nocy) do 24 °C (w dzień). W lipcu temperatura wynosi od 32 °C (podczas dnia) do 27 °C (w nocy). Opady są skąpe, średnia opadów wynosi od 30 do 60 cm rocznie.
Krajobraz jest w większości górzysty, występują suche lasy tropikalne.

## Gospodarka
Głównymi ośrodkami rolniczymi stanu są La Paz oraz Comondú. Uprawia się tu głównie: pszenicę, kukurydzę i fasolę. W przemyśle zatrudniona jest około jedna piąta ludności. Główne branże przemysłu obejmują: włókiennictwo, przemysł spożywczy (przeróbka ryb i konfekcjonowanie soli). Na terenach leżących w dużej odległości od miast hoduje się bydło.
Stan Kalifornia Dolna Południowa posiada bogate łowiska ryb. Poławia się tu głównie: tuńczyki, krewetki i homary.
Ważnym źródłem utrzymania mieszkańców jest turystyka. Miejscem chętnie odwiedzanym przez turystów jest Zatoka Sebastián Vizcaíno; można tu spotkać wala szarego, liczne stanowiska fok, a także lwów morskich i słoni morskich. Atrakcjami turystycznymi pozostają również długie plaże i rejsy dla wędkarzy (głównie w Los Cabos). Liczba gości hotelowych w 2014 wynosiła 3214 tys. Natomiast w 2019 trzy międzynarodowe porty lotnicze działające w stanie przyjęły 3363 tys. pasażerów. W stanie znajduje się 457 hoteli, które dysponują 27315 pokojami. 62,6% turystów stanowią cudzoziemcy.
Stan z resztą kraju ma dogodne połączenia, m.in. za pomocą promów. Istnieją tu liczne przystanie morskie i porty (ponad 20 portów). Międzynarodowe lotniska znajdują się w La Paz, w Loreto oraz w gminie Los Cabos (Port lotniczy Los Cabos i Port lotniczy Cabo San Lucas).
Kalifornia Dolna Południowa jest jednym z najlepiej rozwiniętych stanów w Meksyku. Zajmuje ona 4 miejsce pod względem wskaźnika rozwoju społecznego.

## Główne miasta
- Cabo San Lucas
- Ciudad Constitución
- Ciudad Insurgentes
- Colonia del Sol
- Guerrero Negro
- La Paz
- Las Veredas
- Loreto
- El Pescadero
- San José del Cabo
- Santa Rosalía

## Galeria

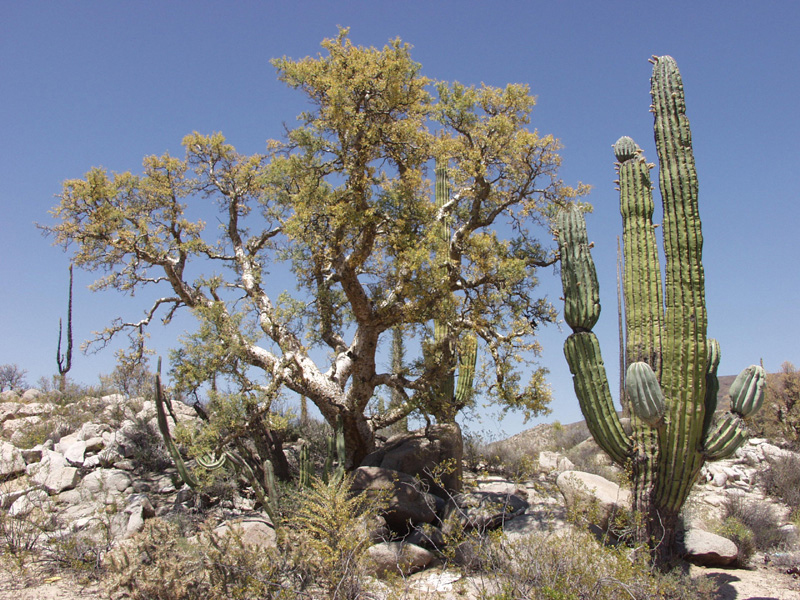
Copalquin (Cataviña)
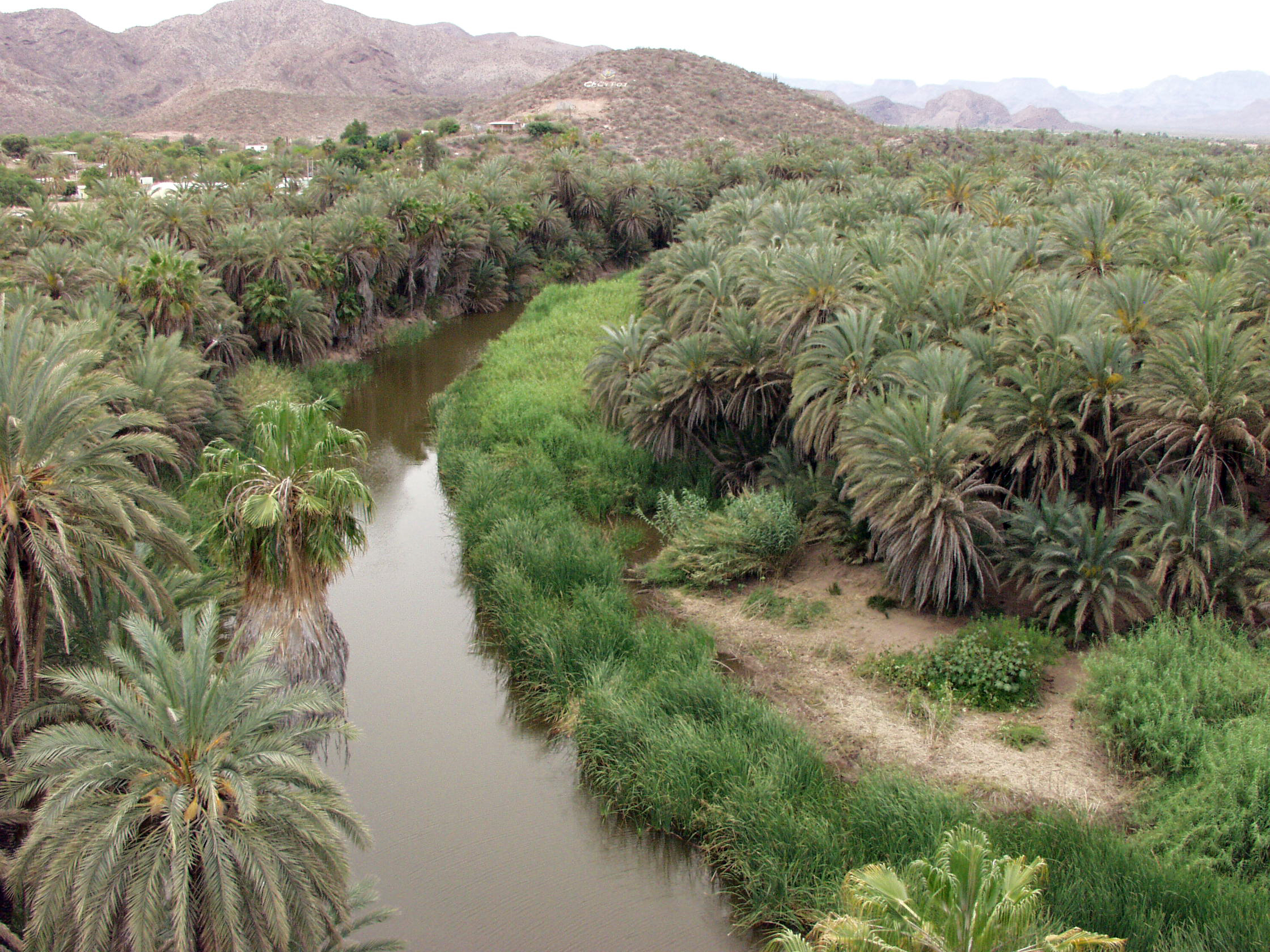
Oaza Mulege
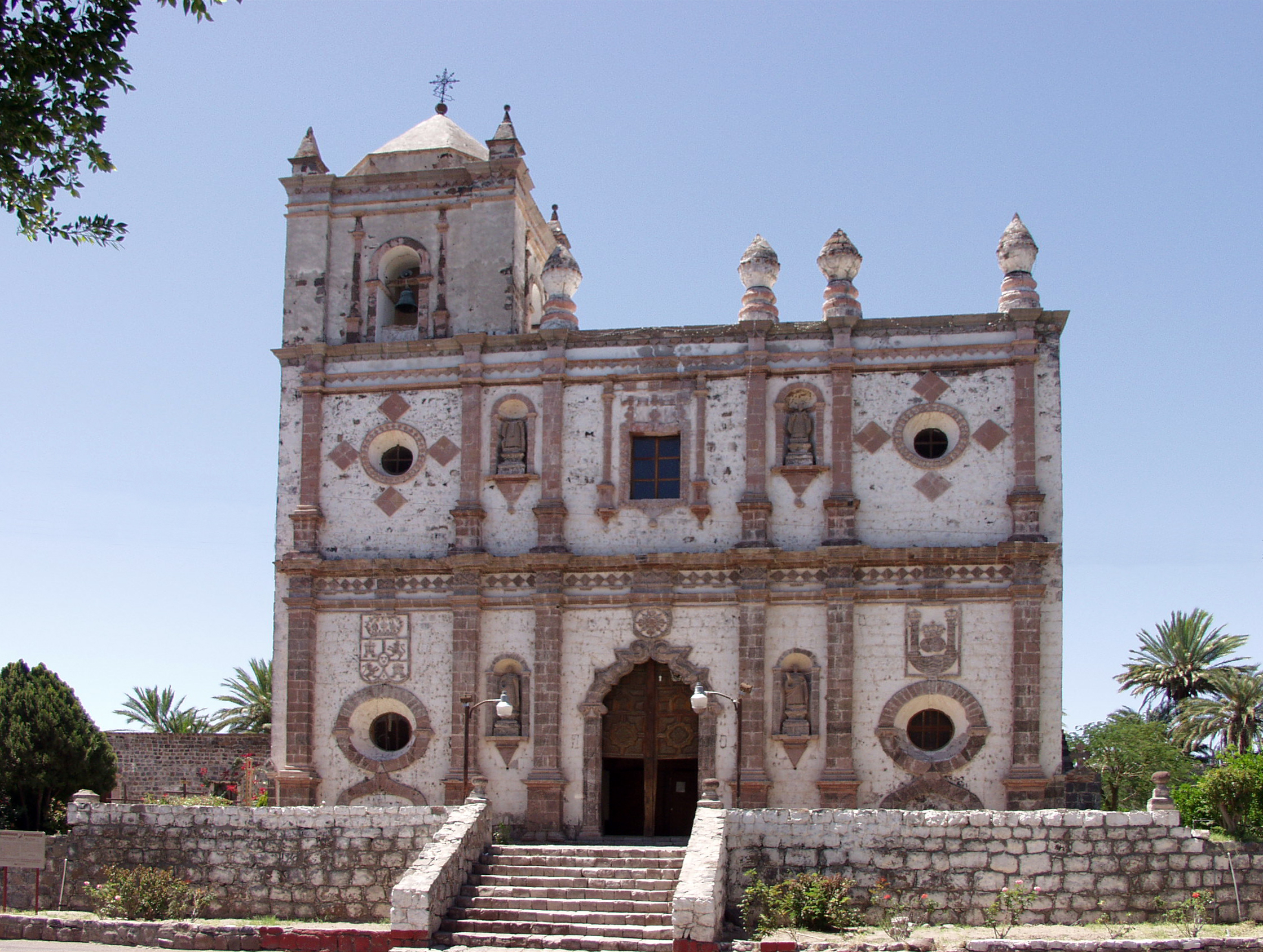
Misja San Ignacio
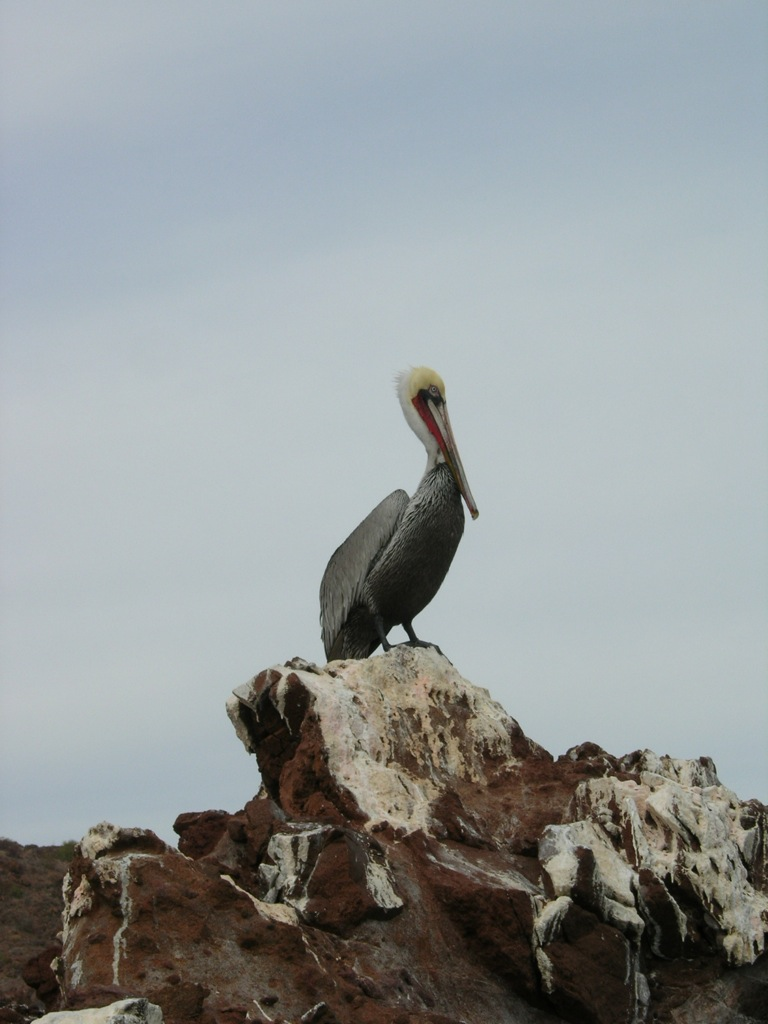
Pelikan na wybrzeżu Mulegé